# Margarida de Cortona
Santa Margarida de Cortona, T.O.S.F. foi uma religiosa franciscana italiana e uma santa católica.

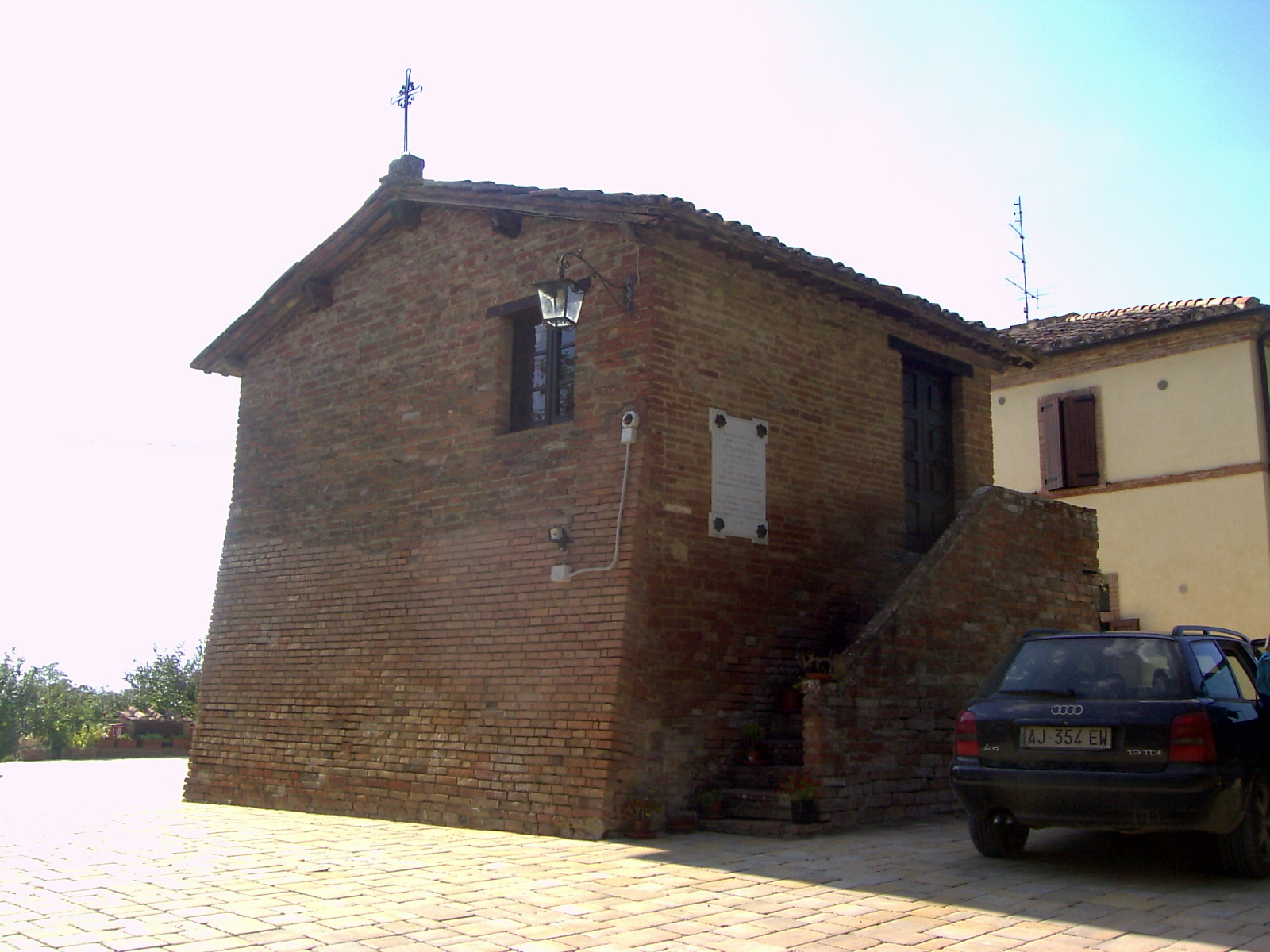
Casa onde nasceu Santa Margarida de Cortona

## História
Filha de camponeses pobres, ficou órfã de mãe aos 7 anos, e, ainda adolescente, viveu como amante de um nobre de Montepulciano, também adolescente como ela, de quem teve um filho. O assassinato do pai da criança em 1273, durante uma caçada, deixou-a como mãe solteira, abandonada tanto pela família do nobre como por seu pai e sua madrasta. Contam os seus biógrafos que o cão do amante regressou a casa e puxando a sua saia a levou a descobrir o local onde estava seu corpo.
Estes acontecimentos levaram-na a confessar em público: "Em Montepulciano perdi a honra, a dignidade e a paz". Arrependeu-se da sua vida passada, dirigiu-se ao Convento Franciscano de Cortona e aí encontrou apoio espiritual. Passados três anos de penitência, decidiu, em 1277, viver em pobreza como Irmã da Ordem Terceira Franciscana, e deixou seu filho entregue aos cuidados de outros franciscanos, em Arezzo. Entregou-se à oração e à caridade e conseguiu apoio para criação em 1278 de uma Confraria de Santa Maria da Misericórdia, uma espécie de hospital onde as mulheres, religiosas ou leigas, podiam assistir e cuidar de doentes, pobres e sem abrigo.
Depois da morte tornou-se popular o seu culto na cidade onde viveu até à morte. O Papa Leão X permitiu que a cidade de Cortona a recordasse com memória litúrgica no dia da sua morte — 22 de Fevereiro. Em 1623 o Papa Urbano VII estendeu essa autorização a toda a Ordem Franciscana, mas só a 16 de maio de 1728 foi oficialmente canonizada pelo Papa Bento XIII.

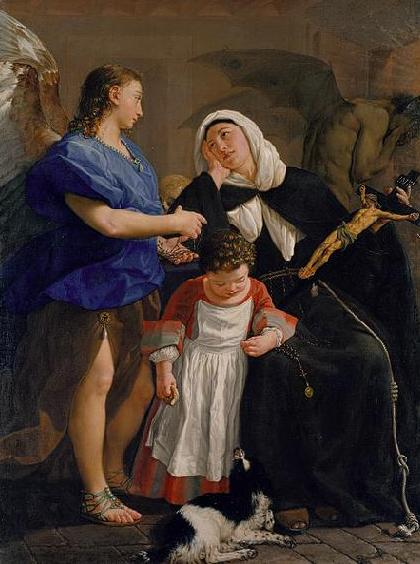
Santa Margarida de Cortona, pintura de Gaspare Traversi (1722-1770)

A tradição religiosa católica recorda-a como protetora dos órfãos, mães solteiras, prostitutas, sem abrigo.
Nas pinturas em sua homenagem aparece com hábito de franciscana e um véu branco, às vezes com um cachorrinho aos pés, ou então como penitente, contemplando a Cruz de Cristo e uma caveira.
Na primeira metade do século XIX existiu em Lisboa uma instituição pública, na Cordoaria, com o título de Santa Margarida de Cortona.
Em 1950 o realizador italiano Mario Bonnard dirigiu um filme, de carácter dramático e biográgico — Margherita da Cortona —, estreado em Portugal em 1954.